# Georges Cottier
Georges Marie Martin Cottier OP (ur. 25 kwietnia 1922 w Céligny, zm. 31 marca 2016 w Rzymie) – szwajcarski duchowny rzymskokatolicki, dominikanin, teolog Domu Papieskiego w latach 1989–2005, kardynał diakon w latach 2003–2014, kardynał prezbiter od 2014.

## Życiorys
W 1945 złożył śluby w zakonie dominikanów. 2 lipca 1951 przyjął święcenia prezbiteratu. W czasie soboru watykańskiego II był osobistym teologiem arcybiskupa Aix en Provence Charlesa de Provenchères. Podczas ostatniej IV sesji (1965 r.) jeden z ekspertów soborowych. Od grudnia 1989 do grudnia 2005 był Teologiem Domu Papieskiego (zastąpił go na tym stanowisku o. Wojciech Giertych OP). 20 października 2003 otrzymał sakrę biskupią i tytuł arcybiskupa Tullii. 21 października 2003 został podniesiony do godności kardynalskiej przez papieża Jana Pawła II (z diakonią kościoła Santi Domenico e Sisto). 12 czerwca 2014 został promowany na kardynała prezbitera, zachował diakonię Santi Domenico e Sisto w charakterze tytułu prezbiterskiego na zasadzie pro hac vice.
Zasłynął w mediach wypowiedzią dopuszczającą używanie prezerwatyw w wyjątkowych, skrajnych przypadkach - wymienił w tym kontekście Afrykę, Azję i środowiska narkomanów. Znany był także z obrony papieża Piusa XII, oskarżanego o antysemityzm.

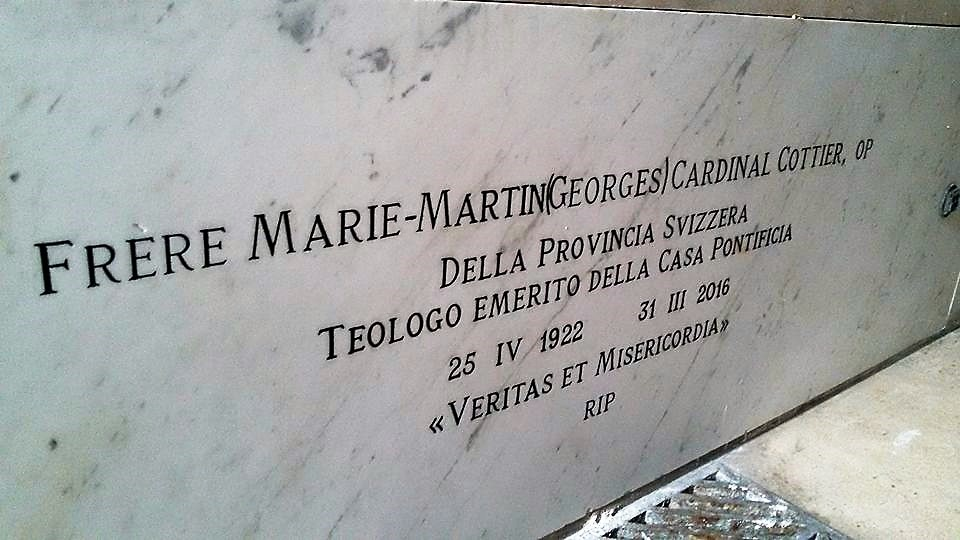
Grób Kard. Georges Cottier OP na cmentarzu Verano w Rzymie